# 北条高家
北条 高家（ほうじょう たかいえ）は、鎌倉時代末期の武将。北条氏の一門。名越流・北条時家の子。尾張守。名越 高家（なごえ たかいえ）とも表記される。

## 生涯
「尾張守」の官途名は文保元年（1317年）3月30日付関東御教書において見られ、これ以前の任官であると考えられている。
嘉暦元年（1326年）、高家は評定衆の一員となっている。
元弘3年（1333年）3月、上方で元弘の乱が起こると、同年4月に幕府では鎌倉方の大将軍に有力御家人の足利高氏（後の尊氏）とともに高家を派遣し、上洛させている。
『太平記』巻第九「山崎攻めの事付けたり久家縄手合戦の事」に拠れば、高家は同月27日の久我畷（京都市伏見区）において、宮方の赤松則村、千種忠顕、結城親光らの軍勢と激突するが、赤松の一族で佐用城主の佐用範家に眉間を射抜かれ、あえなく戦死を遂げた（久我畷の戦い）。『太平記』の描写によれば、その余りに華美に過ぎるいでたちによって大将軍であることを敵に覚られ、集中的に攻撃を受けることとなったという。
没年齢は不明だが、『太平記』に「気早の若武者」と書かれており、20代前後と推定される。そもそも生誕年が分かっていないが、諱の「高」の字は得宗の北条高時から一字拝領したものであることから、元服の時期は高時が得宗の地位にあった1311年から1333年の間と推定できる。
『難太平記』によると、今川氏の祖である今川国氏の娘である妻との間に高範という遺児がおり、中先代の乱の際に伯父である今川頼国に保護されて養子となり今川那古野家を名乗ったという。安土桃山時代の武将で歌舞伎の祖とされている名古屋山三郎はその子孫とされており、その末裔は加賀藩に仕えた。